# Clacy-et-Thierret
Clacy-et-Thierret es una comuna francesa, situada en el departamento de Aisne, de la región de Alta Francia.

## Demografía
| 261 | 360 | 372 | 342 | 359 | 304 | 351 | 322 |
| Para los censos de 1962 a 1999 la población legal corresponde a la población sin duplicidades (Fuente: INSEE [Consultar]) |     |     |     |     |     |     |     |